# Ernst Flügel
Ernst Flügel (ur. w 1844 w Halle (Saale), zm. w 1912 we Wrocławiu) – niemiecki kompozytor, pedagog i krytyk muzyczny.
Był synem kompozytora i organisty Gustava, u którego zaczął swą edukację muzyczną, od 1859 kontynuując ją w Szczecinie u Karla Koßmaly'ego. W roku 1862 zamieszkał w Berlinie, gdzie studiował muzykę kościelną w Königliche Institut für Kirchenmusik, pobierając lekcje u Friedricha Kiela, Hansa von Bülowa oraz Eduarda Grella. W następnym roku podjął pracę nauczyciela, nauczając w Trzebiatowie i Greifswaldzie. W 1867 przeprowadził się do Prenzlau, obejmując tam posadę organisty. W mieście tym przebywał aż do 1879, kiedy to zamieszkał we Wrocławiu, zostając 
kantorem w kościele św. Bernarda, ponadto zakładał tam towarzystwa śpiewacze i współpracował z Schlesische Zeitung jako krytyk muzyczny. Skomponował m.in. Meine Seele harret. 